# 埃皮讷勒瑟甘
埃皮讷勒瑟甘（法語：Épineux-le-Seguin，法語發音：[epinø lə səɡɛ̃]）是法国马耶讷省的一个旧市镇，位于该省东南部，属于拉瓦勒区。2017年1月1日，埃皮讷勒瑟甘和相邻的巴莱合并为新市镇瓦勒迪曼恩（Val-du-Maine）。

## 地理
埃皮讷勒瑟甘（47°56'31"N, 0°21'38"W）面积9.48 平方千米，位于法国卢瓦尔河地区大区马耶讷省，该省份为法国西北部内陆省份，北起芒什省和奧恩省，西接伊勒-维莱讷省，南至曼恩-卢瓦尔省，东临萨尔特省。
与埃皮讷勒瑟甘接壤的市镇（或旧市镇、城区）包括：索尔日、科塞昂香槟、阿韦塞、欧韦尔勒阿蒙、巴莱。

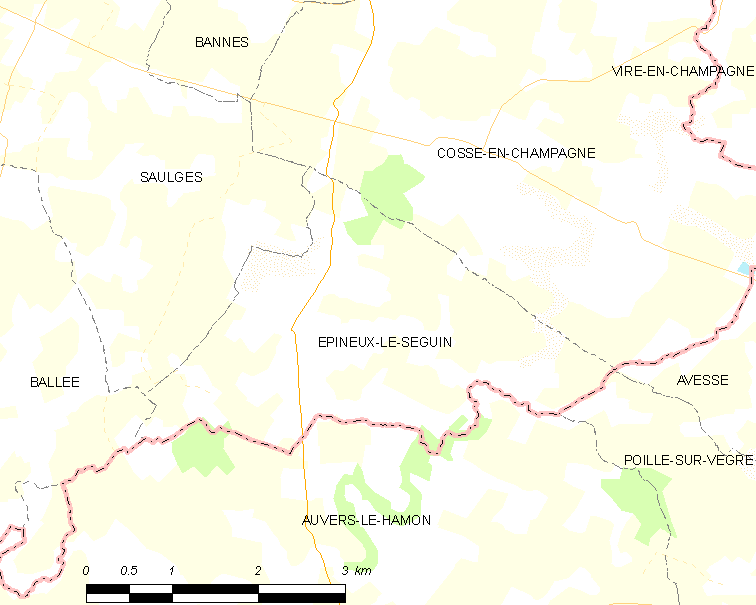
埃皮讷勒瑟甘的OSM定位图

埃皮讷勒瑟甘的时区为UTC+01:00、UTC+02:00（夏令时）。

## 行政
埃皮讷勒瑟甘的邮政编码为53340，INSEE市镇编码为53095。

## 政治
埃皮讷勒瑟甘所属的省级选区为梅莱迪迈讷县。

## 人口

1962-2008年间埃皮讷勒瑟甘人口变化图示

埃皮讷勒瑟甘于2018年1月1日时的人口数量为255人。